# Groffits Gábor
Groffits Gábor (Tótmegyer, 1880. március 21. – Keszthely, 1957. március 19.) egyetemi tanár, szakíró, építészmérnök, a Magyaróvári Gazdasági Akadémia igazgatója és tanára.

## Élete
Oklevelét a budapesti Műegyetemen szerezte, majd németországi tanulmányok után a Keszthelyi Gazdasági Akadémia műszaki tanszékének rendes tanára lett. 1930. október 17-étől a Magyaróvári Magyar Királyi Gazdasági Akadémia igazgatója, majd a Mosonmagyaróvári Mezőgazdasági Főiskola névre keresztelt intézmény első dékánja 1945-ig. Szívügyének tekintette a kutatómunka lehetőségeinek biztosítását és a tanszékek korszerűsítését. A legjobb tanárok között tartották számon. Szerkesztője volt a Köztelek című lap építészeti rovatának, a gazdasági építészetről megjelent munkáiból a mezőgazdasági szakemberek sokat tanultak. 1935 és 1944 között, mint felsőházi tag az országgyűlésben, többször is szót emelt a mezőgazdasági felsőoktatás érdekében. 1945-ben munkahelyének elhagyására kényszerült. Keszthelyen az akadémia kultúrtechnikai tanszékét vezette 1949. évi nyugállományba vonulásáig. Itt halt meg 1957. március 19-én.

## Főbb írásai
- Iparunk fejlesztése és a mezőgazdaság. Arad, 1910.
- Gazdasági építészet. Budapest, 1911, 1922, 1930, 1950.
- Gazdasági építészet dióhéjban. Budapest, 1913.
- Javaslat szellemi és anyagi erőforrások tökéletesebb kihasználására. Magyaróvár, 1938.